# Turbină cu aer dinamic

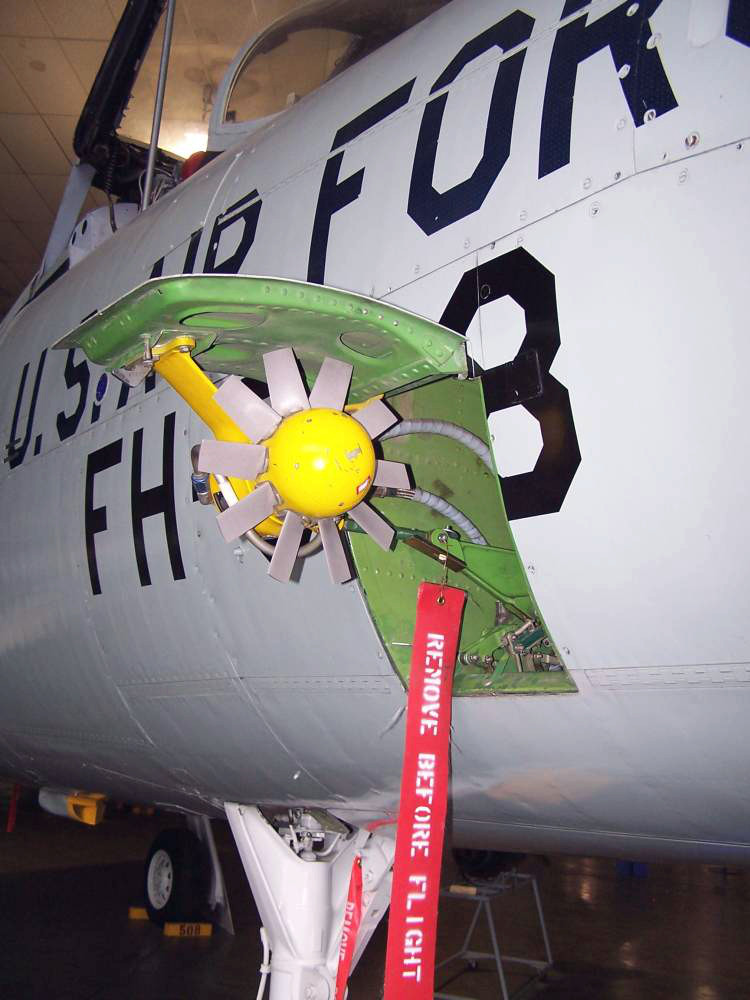
RAT pe un bombardier Republic F-105 Thunderchief

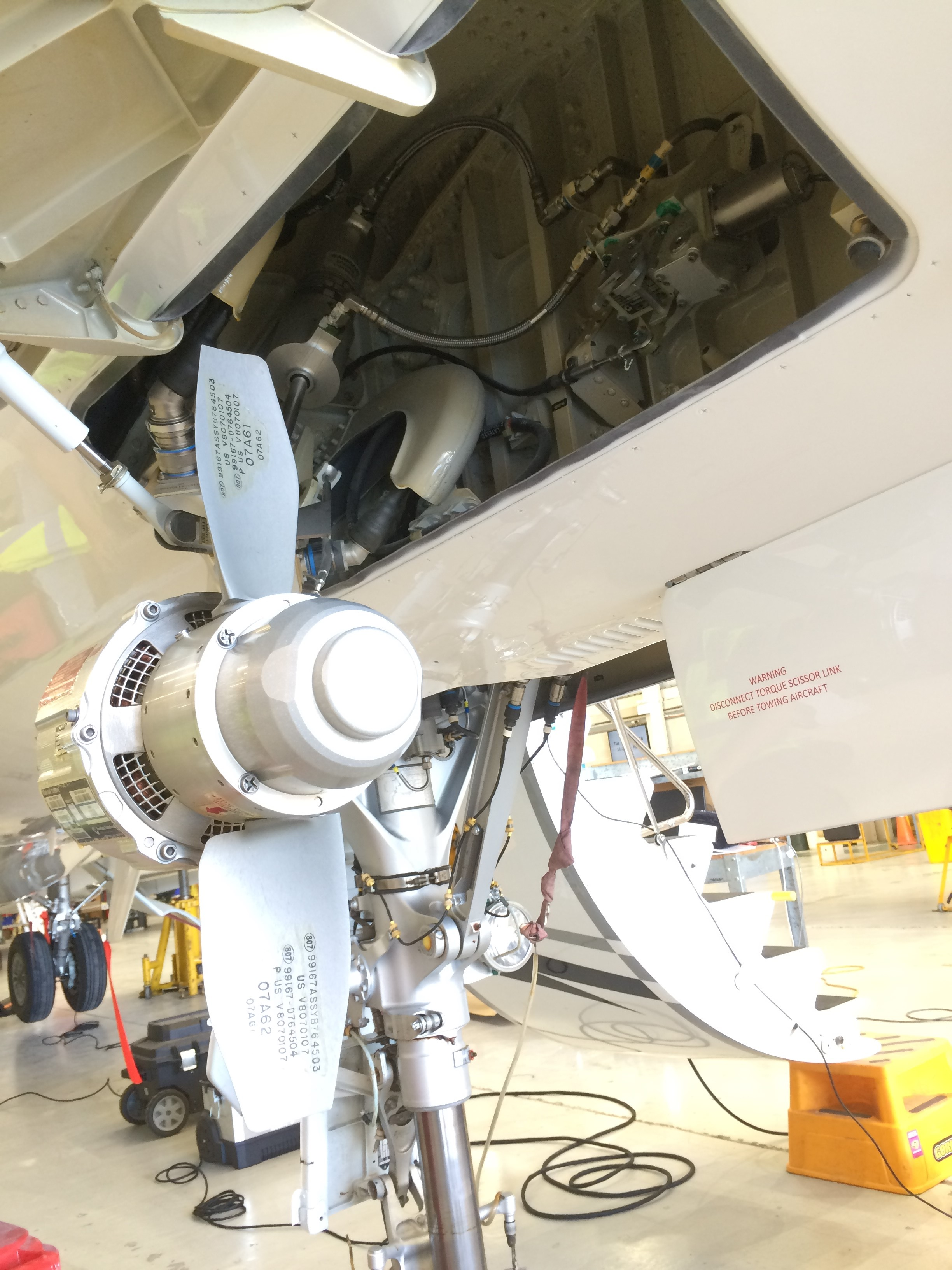
RAT pe un business jet Dassault Falcon 7X

Turbina cu aer dinamic (în engleză Ram air turbine, prescurtat RAT) este o mică eoliană instalată pe un avion și conectată la o pompă hidraulică sau la un generator electric, având rolul de a asigura o sursă minimală de electricitate în cazul pierderii surselor primară și auxiliară de energie.

## Operare
Avioanele moderne obțin energie electrică din motoarele principale sau de la un generator auxiliar plasat la coada avionului sau în locașul trenului de aterizare și care consumă combustibil fosil. RAT generează electricitate de la vântul generat de mișcarea aeronavei. Dacă viteza avionului este scăzută, și cantitatea de energie va fi mai mică. În general, RAT e folosit în avioanele moderne doar în caz de urgență: când sunt indisponibile atât sursa primară, cât și cea secundară de energie, RAT va oferi energie electrică pentru sistemele vitale (controalele aeronavei și alte instrumente critice). În condiții normale, RAT este ascuns în fuselaj sau aripă și este scos manual sau automat în cazul pierderii de putere. Anumite sisteme de acest fel oferă doar energie hidraulică, ce este ulterior transformată în energie electrică.

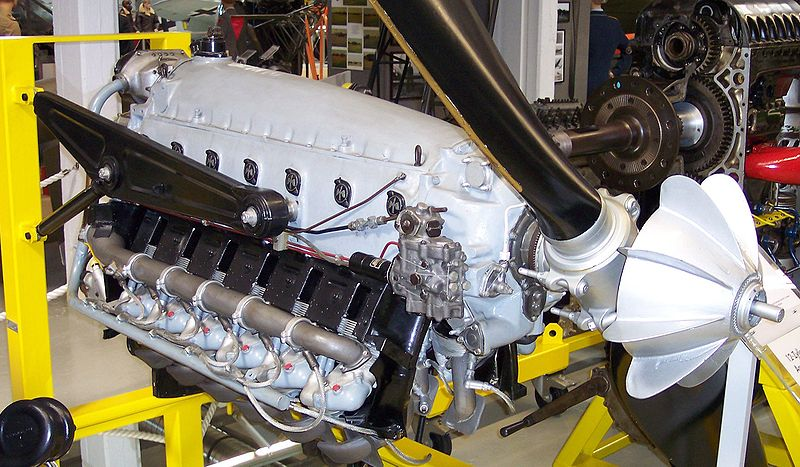
Motor și elice la un Argus As 410

În anumite avioane mai vechi, sisteme RAT mai mici erau activate permanent, alimentând un mic generator sau pompa de combustibil. De asemenea, anumite elice cu viteză constantă, ca cele de pe motoarele Argus As 410 folosite pe avioanele Focke-Wulf Fw 189, foloseau o turbină cu elice pe spinner pentru a alimenta un regulator de turație independent ce controlează această viteză constantă.

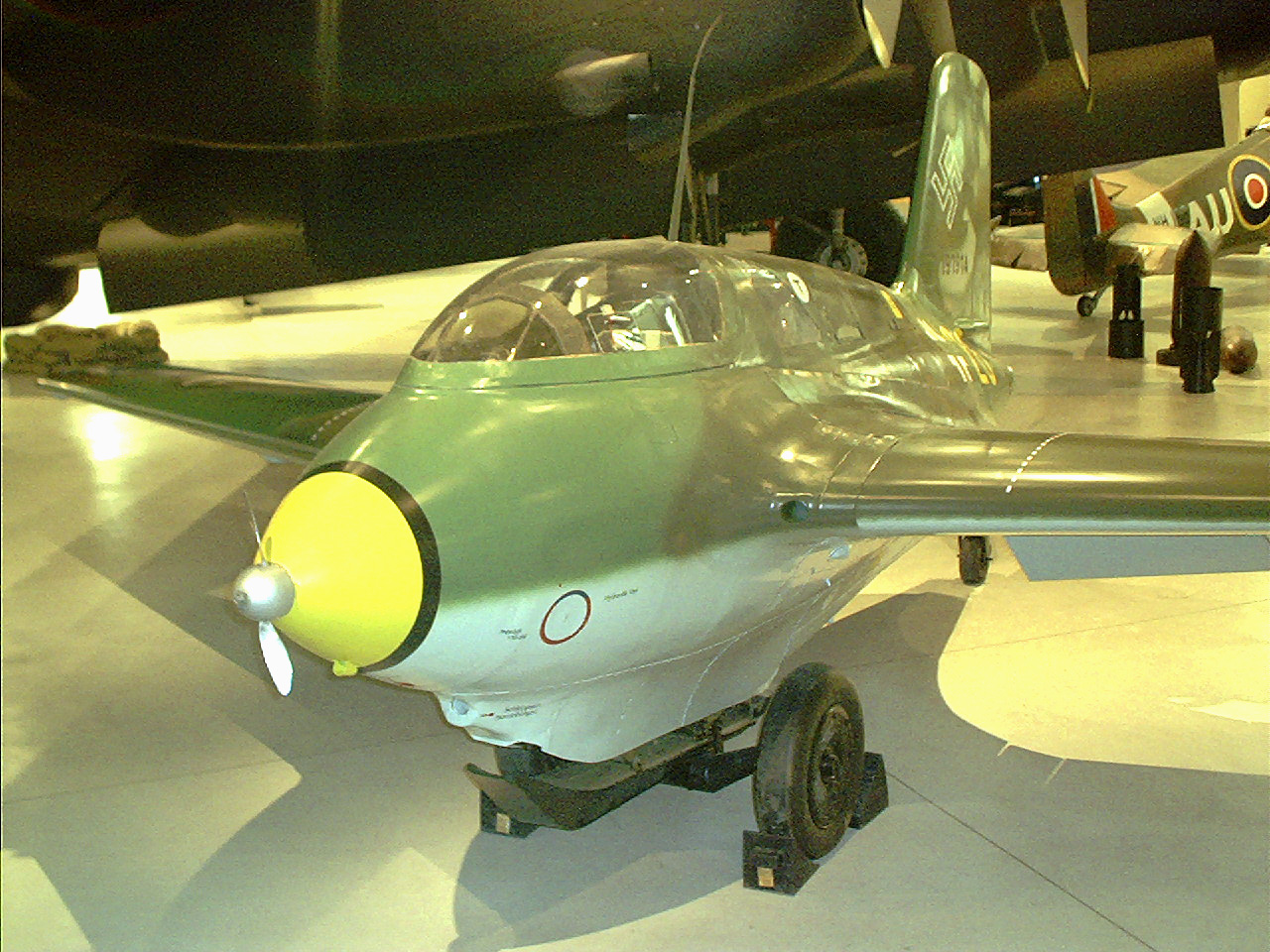
Un Messerschmitt Me 163B Komet cu RAT montat în vârful avionului

## Incidente ce au implicat folosirea RAT
Următoarele incidente au implicat folosirea unei turbine cu aer dinamic de către aeronave civile::
- Zborul 143 al Air Canada, cunoscut și ca incidentul Gimli Glider
- Zborul 236 al Air Transat
- Deturnarea zborului 961 al Ethiopian Airlines
- Zborul 3378 al Hapag-Lloyd
- Zborul 3701 al Pinnacle Airlines
- Zborul 1549 al US Airways[3]